# Comté de Butler (Pennsylvanie)
Pour les articles homonymes, voir Comté de Butler et BTP (homonymie).
Le comté de Butler est un comté américain de l'État de Pennsylvanie. Au recensement de 2000, le comté comptait 174 083 habitants. Il a été créé le 12 mars 1800, à partir du comté d'Allegheny, et a été nommé en l'honneur du Général Richard Butler. Le siège du comté se situe à Butler.
Le comté de Butler fait partie de la région métropolitaine de Pittsburgh.
Le comté de Butler possède un aéroport (code AITA : BTP).

## Démographie
| Groupe            | Comté de Butler | Pennsylvanie | États-Unis |
| ----------------- | --------------- | ------------ | ---------- |
| Blancs            | 94              | 73,5         | 58         |
| Latino-Américains | 2               | 8,1          | 19         |
| Afro-Américains   | 0,9             | 10,5         | 12,1       |
| Asiatiques        | 1,3             | 3,4          | 6,2        |
| Métis             | 2,3             | 3,3          | 4,1        |
| Autres            | 0,3             | 0,4          | 0,5        |
| Amérindiens       | 0,04            | 0,1          | 0,9        |
| Océano-américains | 0,03            | 0,02         | 0,2        |
| Total             | 100             | 100          | 100        |